# Jocuri Invictus
Jocurile Invictus este un eveniment internațional multisport care a avut loc pentru prima dată în 2014, pentru personalul militar rănit, rănit și bolnav, atât în serviciu, cât și pentru veterani. Cuvântul „Invictus” este în latină „necucerit”, ales ca o întruchipare a spiritului de luptă al personalului de serviciu rănit, rănit și bolnav și a ceea ce pot realiza, după accidentare
Jocurile Invictus au fost fondate de Prințul Harry. Inspirația pentru Jocurile Invictus a venit din vizita Prințului Harry din 2013 la Jocurile Războinicilor din Statele Unite, unde a fost martor la capacitatea sportului de a ajuta atât din punct de vedere psihologic, cât și fizic

## Lansare
Jocurile au fost lansate pe 6 martie 2014 de Prințul Harry la Copper Box Arena din Londra, folosită ca loc în timpul Jocurile Olimpice din 2012. După ce a văzut o echipă britanică concurând la Jocurile Războinicilor din SUA, organizate în Colorado în 2013, Harry a dorit să aducă conceptul unui eveniment sportiv internațional similar în Regatul UnitCu sprijinul primarului Londrei, Boris Johnson,Comitetului de Organizare a Jocurilor Olimpice și Paralimpice de la Londra și Ministerul Apărării, evenimentul a fost organizat.

## Fundația Jocurile Invictus
Fundația Jocurile Invictus este proprietarul mărcii și selecționerul viitoarelor orașe gazdă. Este responsabil de managementul sportului și al competițiilor, reguli, clasificări, primul concurs a fost în anul 2014 la Londra

## Scop
Scopul jocurilor este de a sprijini participanții în reabilitarea lor. Concurenții concurează unul împotriva celuilalt în până la zece sporturi. Împreună cu familiile și prietenii lor, ei ar trebui să facă o declarație vizibilă prin intermediul jocurilor.

## Sporturi
Atletism , tir cu arcul , canotaj, haltere, ciclism rutier, volei șezând, înot, baschet în scaun cu rotile, rugby în scaun cu rotile și tenis de masă .
Sporturile de iarnă de biatlon, curling în scaun cu rotile, skeleton, schi nordic, schi alpin și snowboarding au fost de asemenea disputate la Jocurile Invictus din 2025 din Canada.

## Țări participante

### Ediția 2017
Ediție a treia a Jocurilor Invictus a avut loc la Toronto în perioada 23-30 septembrie 2017. 
La această ediție au participat sportivi din următoarele țări:
- Afganistan
- Australia
- Danemarca
- Germania
- Estonia
- Franța
- Georgia
- Irak
- Italia
- Iordania
- Canada
- Țările de Jos
- Noua Zeelandă
- România
- Ucraina
- Regatul Unit
- Statele Unite ale Americii

## România la Jocurilor Invictus
La Jocurile Invictus din Vancouver și Whistler Canada, în perioada 6-17 februarie 2025 Armata României a participat cu 19 militari răniți. Este a cincea participare pentru România, după edițiile din Toronto 2017, Sydney 2018, Haga 2022 și Dusseldorf 2023.Militarii răniți au reușit să obțină pentru România 40 de medalii, dintre care 14 de aur, la edițiile anterioare ale Invictus Games. Unii sportivi fiind fără vedere, cu membre amputate sau în scaun rulant, ne-au dovedit că pot să își învingă teama, pot să își depășească limitele și să meargă mai departe, pentru a-și reprezenta țara la aceste competiții.